# Xã Red Lake, Quận Brule, Nam Dakota
Xã Red Lake (tiếng Anh: Red Lake Township) là một xã thuộc quận Brule, tiểu bang Nam Dakota, Hoa Kỳ. Năm 2010, dân số của xã này là 68 người.